# 川村龍夫
川村 龍夫（かわむら たつお、1941年〈昭和16年〉1月20日 - 2025年〈令和7年〉7月30日）は、日本の芸能プロモーター。ケイダッシュ代表取締役会長、田辺エージェンシー代表取締役副社長。
東京都出身。立教大学卒業。

## プロフィール
- 私立市川高等学校[1]時代は、後にバーニンググループの総帥となる周防郁雄[3]や、歌手・俳優の鹿内孝と同級生で[3]、1学年上に作家の百瀬博教がいた。
- 立教大学在学中、ジャッキー吉川とブルー・コメッツの前身である「鹿内タカシとブルー・コメッツ」を結成してデビューしていた鹿内から芸能界に誘われ、鹿内のマネージャーを務める。その後鹿内はソロ歌手として渡辺プロに入り、川村はブルー・コメッツの所属事務所・大橋プロダクション（渡辺プロと業務提携）に入社し、ブルー・コメッツのマネージャーとなった。
- その後田辺エージェンシーに転職し、後に周防が設立したバーニングプロダクションの取締役も務めるようになった。
- 1993年、田辺エージェンシーからの暖簾分けでケイダッシュを設立してからは、田辺とバーニングという2社の力を背景とし、両社と肩を並べる大手事務所に成長させた。
- アントニオ猪木の強力な支援者としても名高く、猪木が設立したUFOの支援者として、2002年開催の格闘技イベントUFO LEGENDではイベント・プロデューサーを務めた。一時は新日本プロレスの取締役だったこともある[4]。
- 長年にわたり日韓両国で芸能界を牽引した功績が認められ、「第4回アジアコンテンツアワード2022」で生涯功労賞を受賞[5]。
- 2025年7月30日、出張先で死去したことが公表された[6]。84歳没[7][8][9]。死去前日となる29日は京都に滞在していたが、一夜明けた朝に宿泊先で死亡しているのが確認されたという[10]。
- 同年8月5日、東京・護国寺桂昌殿で通夜が営まれた[11][12][13][14]。
- 同年8月6日、東京・護国寺桂昌殿で告別式が行われた[15]。

## テレビ出演
- HIT SONG MAKERS 〜栄光のJ-POP伝説〜（2013年8月31日、BSフジ）